# Meteorologiåret 2008

## Händelser

### Januari
- Januari - I Sverige upplever Norrland en rekordvarm januarimånad [1].
- 1 januari-31 december - 1 866 millimeter nederbörd faller över Mollsjönäs, Sverige under året vilket innebär nytt svenskt årsnederbördsrekord [2] medan 334 millimeter i Baramossa 2007 blir Sveriges näst största årsmängd någonsin [3].
- 19 januari - ett oväder drabbar Mellansverige, först Sveriges västkust med enstaka stormbyar på upp till 32 meter per sekund, som uppmättes på Väderöarna.
- 26 januari - ett oväder drabbar Sydsverige, med enstaka stormbyar på upp till 30 meter per sekund. Vindby på 30 meter per sekund noterades i Kristianstad enligt DN, högsta vindby skall enligt SMHI[död länk] vara 28 meter per sekund vid Nidingen. Ovädret drabbade främst kontinenten och den meteorologiska institutionen på Berlins öppna universitet gav lågtrycket namnet "Paula", de namnger alla lågtryck i Europa i bokstavsordning Berlins öppna universitet.
- 25 januari - Kina upplever sin värsta snöstorm sedan 1954. 133 personer dödas, trafiken lamslås, och de centrala och södra delarna drabbas av flera strömavbrott.[4]
- 29 januari - Kina upplever sin värsta vargavinter på över 50 år. Jingguangjärnvägen slås ut och den kinesiska nyårstrafiken, "Chunyun", lamslås.[5]
- 31 januari - Stormen Tuva drar in över Norge och Götaland i Sverige. På Koster uppnåddes orkanbyar på 35 m/s, på Väderöarna 34 m/s.

### Februari
- 22 februari - Storm i södra Sverige. Ett litet, men djupt, lågtryck tillsammans med den starka sydvästliga till västliga vindar gav en mycket förhöjd havsnivå längs Västkusten, lokalt upp till cirka 1,3 - 1,5 m över normalt vattenstånd. Den höjda havsnivån åstadkom översvämningar lågt belägna bebyggda områden i bland annat Göteborg, Uddevalla, Kungshamn och Grebbestad. I vindbyarna uppnåddes orkanstyrka både på Västkusten och på Hanö, där orkanbyar på 39 meter per sekund blir nytt lokalt rekord för månaden [6].
- 29 februari - Ett oväder drar in över Nordsjön och orsakar högt vattenstånd och stormvindar över Brittiska öarna. Den meteorologiska institutionen på Berlins öppna universitet gav lågtrycket namnet "Emma".

### Mars
- 1 mars - Ovädret Emma drar in över Europa. I Sverige ger ovädret upphov till högt vattenstånd längs svenska västkusten. Maximum på cirka 1, 2 m över normalt vattenstånd nås på kvällen längs Skagerraks kust, under natten nås maximum i södra Halland, cirka 1,4 m över medelvatten. I Österrike och Tjeckien förorsakar de hårda vindarna stora skador samt dödsfall.
- 17 mars - Kyla drar in över södra Sverige. Ett lågtryck drar ned ett kraftigt snöfall över områdena sydväst om Vänern.
- 21-21 mars. Snöväder drabbar södra Sverige. En ovanligt kall påsk i hela landet.
- 23 mars - Natten till påskdagen är rekordkall i Sverige med - 45,1 °C i Nikkaluokta, vilket blir Sveriges lägsta kända temperatur så sent på säsongen [7].

### Maj
- Maj - Med 3,3 millimeter upplever Kristianstad, Sverige sin torraste majmånad sedan 1918 [8].
- 2 maj - En kraftig cyklon sveper in över Myanmar, och uppemot 65 000 personer befaras vara omkomna.

### Juli
- Juli - I Göteborg, Sverige uppmäts en maximitemperatur på över + 30°C under fyra dagar i rad för första gången sedan augusti 1975. I juli 1994 upplevde man sex lika varma dagar, men inte i följd [9].

### Augusti
- 4 augusti - Ett oväder drar fram över södra Sverige [9].
- 17 augusti – I Eyresjön, Western Australia , Australien uppmäts temperaturen –7.2°C, vilket blir Western Australias lägst uppmätta temperatur någonsin [10].4
- 26 augusti-1 september - Orkanen Gustav slår till mot Louisiana med kategori 2 och dödar sju personer i USA, efter att ha slagit till mot västra Kuba med kategori 4, och dödat 66 personer Haiti, åtta i Dominikanska republiken, och 11 i Jamaica.[11][12]
- 28 augusti-7 september - Orkanen Hanna dödar sju personer i USA, och 529 i Haiti, främst under översvämningar och jordskred.[13]

### September
- September - Södra Sverige upplever en torr septembermånad [14].

### Oktober
- Oktober - 229 millimeter nederbörd faller över Höglekardalen i Sverige vilket innebär nytt lokalt rekord för månaden [15].

### November
- November - Sverige upplever en ovanligt mild novembermånad [16].

### December
- 2 december - I Sverige lamslås trafiken utanför Mullsjö i flera timmar [17].

## Avlidna
- 16 april – Edward Norton Lorenz, amerikansk matematiker och meteorolog.
- 11 juni – Reid Bryson, amerikansk atmosfärforskare, geolog och meteorolog.
- 19 juni – Robert Case, amerikansk meteorolog.

### Fotnoter
1. ↑  SMHI Arkiverad 25 mars 2015 hämtat från the Wayback Machine.
2. ↑  SMHI Arkiverad 26 augusti 2010 hämtat från the Wayback Machine.
3. ↑  SMHI
4. ↑  ”China Snowstorms Kill 24, Cause Loss of $3 Billion (Update3)”. Bloomberg. Arkiverad från originalet den 26 juni 2009. https://web.archive.org/web/20090626152725/http://www.bloomberg.com/apps/news?pid=20601087&sid=aYjkVz76Icsk&refer=home. Läst 5 november 2008.
5. ↑  ”SVT”. 29 januari 2008. Arkiverad från originalet den 25 maj 2012. https://archive.is/20120525190505/http://mobil.svt.se/2.81001/1.1038847/kallaste_vintern_i_kina_pa_over_50_ar&lid=aldreNyheter_998456&lpos=rubrik_1038847. Läst 11 april 2011.
6. ↑  SMHI
7. ↑  SMHI
8. ↑  SMHI
9. 1 2  SMHI
10. ↑  ”Australian Temperature Extremes”. Bureau of Meteorology. 1 april 2009. http://www.bom.gov.au/climate/extreme/records/national.pdf. Läst 4 februari 2011.
11. ↑  ”Gustav evacuees urged to stay away”. CNN. 2 september 2008. http://www.cnn.com/2008/US/weather/09/01/gustav/. Läst 14 april 2010.
12. ↑  ”Hurricane Season 2008: Tropical Storm Gustav (Central Caribbean)”. Arkiverad från originalet den 14 november 2009. https://web.archive.org/web/20091114055640/http://www.nasa.gov/mission_pages/hurricanes/archives/2008/h2008_gustav.html. Läst 11 april 2011.
13. ↑  ”Hanna closes in on U.S. as Ike becomes major hurricane”. CNN. 4 september 2008. http://edition.cnn.com/2008/US/weather/09/04/hurricanes.hanna.ike/. Läst 14 april 2010.
14. ↑  SMHI Arkiverad 14 juni 2015 hämtat från the Wayback Machine.
15. ↑  SMHI
16. ↑  SMHI Arkiverad 4 januari 2014 på WebCite
17. ↑  SMHI Arkiverad 27 november 2012 hämtat från the Wayback Machine.